# Opel Ascona A
La Opel Ascona A è un'autovettura di fascia media prodotta dalla casa automobilistica tedesca Opel tra il 1970 ed il 1975 e corrispondente alla prima generazione della omonima vettura.

## Storia e profilo

### Genesi e debutto

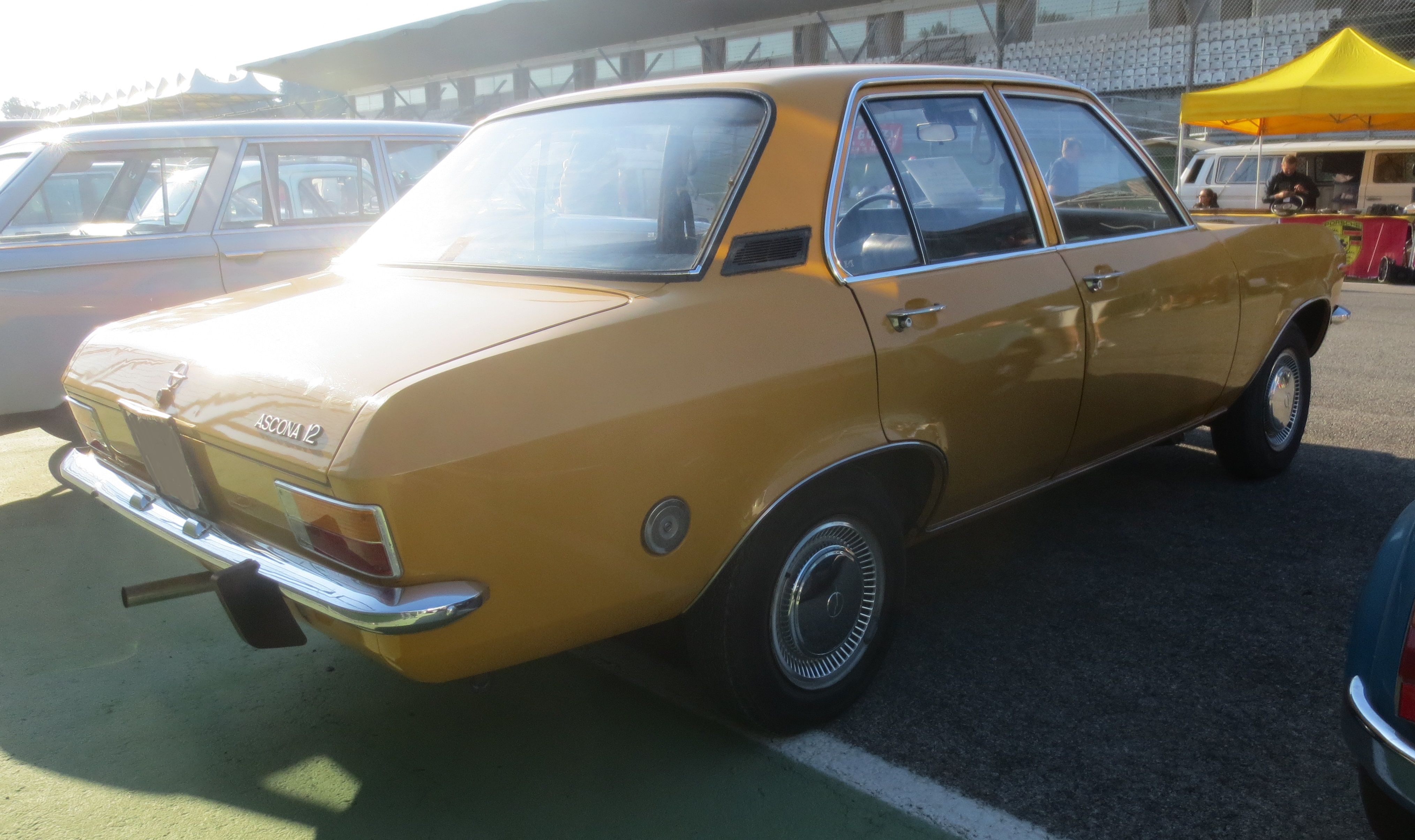
Ascona 4 porte

La Olympia A, la cui breve carriera si snodò solo fra il 1967 ed il 1970, si trovò a rivestire il ruolo di vettura di transizione nel segmento delle vetture di fascia media: più riccamente allestita rispetto alla Kadett B da cui derivava, fu chiamata a ricoprire il vuoto esistente fra la stessa Kadett e la più grande Rekord C. Ma già da quello stesso 1967 fu avviato il progetto relativo ad un modello che avrebbe dovuto sostituire sia la Kadett che la Olympia A, ma posizionandosi leggermente più in alto rispetto ad entrambe per meglio colmare il gap esistente nella gamma. Nel 1968 i primi prototipi furono già realizzati, ma improvvisamente il progetto prese una piega inaspettata nel momento in cui la stampa specializzata cominciò a comunicare le sue perplessità circa l'efficacia di una simile operazione da parte della Opel. Secondo la maggior parte dei giornalisti, infatti, si rischiava di allontanarsi eccessivamente dalla fascia bassa della gamma Opel, che con la Kadett aveva dimostrato un ottimo potenziale commerciale. Per questo, da questo progetto ne derivarono due: uno destinato alla nuova generazione della Kadett, che avrebbe debuttato nel 1973, ed uno destinato ad una vettura intermedia fra la Kadett e la Rekord, un vero modello inedito che si sarebbe inserito in una nuova fascia di mercato, o meglio, in una fascia di mercato non molto considerata dalla Casa di Rüsselsheim. Infatti, non va dimenticato che in realtà un modello di fascia media poteva già essere considerato, oltre alla Olympia A, anche la precedente Opel 1200, una versione economica della Rekord di fine anni '50 dotata di motore da 1,2 litri. Ma nel caso del nuovo modello, esso venne concepito come vettura a sé stante, non derivato da altri modelli già in gamma. La nuova vettura che si aveva in mente avrebbe dovuto contrastare soprattutto l'egemonia commerciale detenuta nell'allora Germania Occidentale dalla Ford Taunus. Poiché i primi prototipi del progetto appena abortito dalla dirigenza Opel non furono molto dissimili dal nuovo modello che si aveva in mente, si decise di impostare lo sviluppo della nuova vettura proprio a partire dal progetto interrotto. I prototipi disegnati da George Gallion, designer in forza alla Opel in quel periodo, furono ripresi per concretizzare un progetto già in fase avanzata e per il quale fu previsto un debutto a breve termine. Sebbene inizialmente non fu prevista una versione coupé per la nuova vettura, lo sviluppo del progetto si sdoppiò a sua volta in modo da ricavare, sul pianale della stessa vettura di fascia media, una versione più sportiveggiante che avrebbe addirittura debuttato un paio di mesi prima della berlina di base con il nome di Manta. Per quanto riguardava invece il nome da dare alla berlina e alla sua versione giardinetta, la scelta cadde sul nome di Ascona, che richiamava l'omonima città svizzera posta sulle rive settentrionali del Lago Maggiore. Gli esemplari destinati ai primi test dinamici su strada non furono ancora corrispondenti alla vettura definitiva di serie, ma anche gli esemplari di preserie prodotti nel mese di agosto del 1970 non furono quelli definitivi, poiché la vera produzione di serie sarebbe iniziata a settembre (come peraltro previsto fin dall'inizio del progetto). A novembre avvenne invece la presentazione, nella cornice del Salone di Torino, come pure la commercializzazione della vettura, avviata nello stesso mese, due mesi dopo le prime consegne del coupé Manta. I gruppi motopropulsori (motori e cambi furono prodotti nello stabilimento Opel di Kaiserslautern e in quello di Strasburgo, da dove poi sarebbero stati inviati negli stabilimenti di Rüsselsheim e Bochum per l'assemblaggio finale.

### Design esterno ed interno

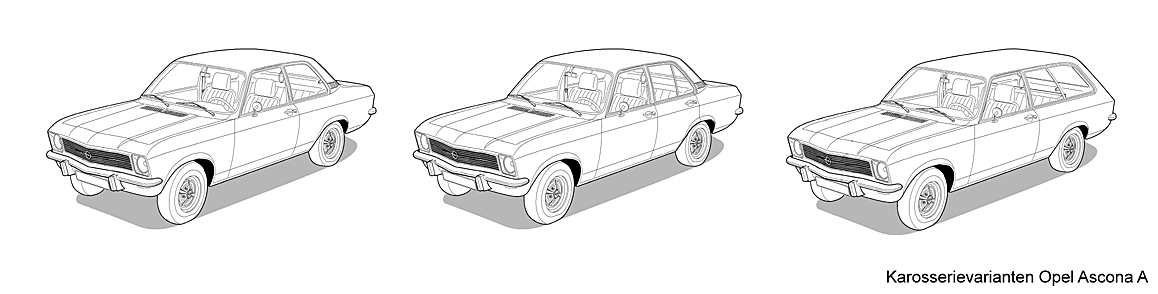
Le tre varianti di carrozzeria dellAscona A

Caratterizzata da un design molto semplice, privo di fronzoli e con spigoli levigati, l'Ascona A mantenne un family-feeling volto da una parte a ricongiungersi con le Kadett B ancora in listino al momento del suo debutto, ma dall'altra anche ad anticipare alcune soluzioni che verranno applicate sulle future Kadett C e Rekord D. Il frontale inclinato in avanti, ad esempio, era una soluzione che verrà adottata anche da altre berline d'inizio anni 1970 e che forniva un assaggio di quello che sarebbe stato il frontale della Rekord D, ma integrandolo con proiettori di forma tonda in alloggiamenti quadrangolari, una soluzione quest'ultima, che invece richiamava le contemporanee Kadett B. La calandra rettangolare di forma allungata e piuttosto sottile era adornata con una cornice cromata ed era tagliata longitudinalmente in due da un baffo, anch'esso cromato. Completamente priva di orpelli, ma nel complesso piacevole, era la vista laterale, sia nella versione berlina a 2 porte che in quella a 4 porte, con i copricerchi cromati il cui disegno verrà anch'esso ripreso dalla Rekord D. La coda era leggermente spiovente, con fari rettangolari a sviluppo orizzontale. Una menzione particolare va alla versione giardinetta, prevista nella gamma dell'Ascona A fin dal suo lancio e commercializzata come Kombi Voyage. Si trattava di uno dei primi tentativi in assoluto di proporre una giardinetta come vettura confortevole, riccamente accessoriata e fatta per i grandi viaggi. Al contrario di quanto avveniva normalmente per le giardinette dell'epoca, viste solitamente come mezzi da lavoro che trovavano la maggior parte della clientela presso gli artigiani o al più, presso alcuni commessi viaggiatori.
L'Ascona Kombi Voyage si distingueva per il suo tetto in vinile e per i rivestimenti del pavimento e del vano bagagli in moquette. Ma una delle maggiori chicche specifiche per questa versione fu la possibilità di avere a richiesta la carrozzeria allestita in modo da ricordare le mitiche "woodies" americane, con inserti in finto legno (erano di fatto solo dei fogli adesivi) che donavano una maggiore eleganza alla vettura. I motori erano gli stessi della berlina e la carrozzeria era disponibile unicamente a 3 porte. A parte la zona posteriore della carrozzeria, opportunamente ridisegnata, e il più capiente vano bagagli, il solo particolare che differenziava la giardinetta dalla berlina fu il disegno dei gruppi ottici posteriori, che nella Kombi Voyage erano a sviluppo verticale anziché orizzontale.
Il minimalismo e la semplicità furono un tema caratterizzante anche all'interno dell'abitacolo, dove accanto alla esile e spoglia plancia fu montato un cruscotto di forma rettangolare e comprendente il tachimetro al centro, l'orologio a destra e un gruppo di spie di servizio (batteria, luci di emergenza, indicatori di direzione, fari, indicatore livello carburante, ecc…) sulla sinistra. I sedili erano rivestiti in tessuto a coste verticali, sia davanti che dietro. Il volante era a due razze disposte a V rovesciata.

### Struttura, meccanica e motori

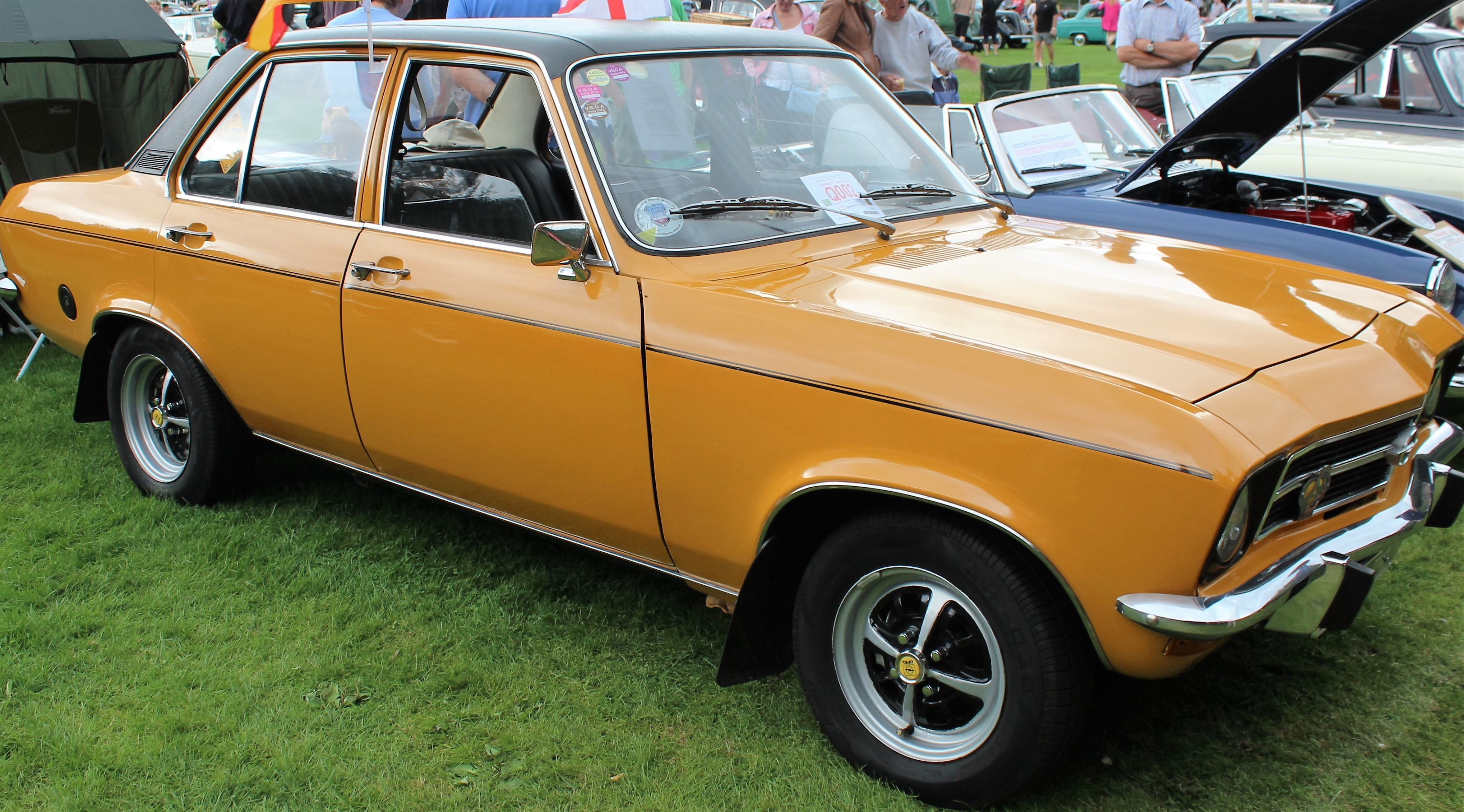
Ascona 1.9 SR

L'Ascona A, come viene generalmente indicata la prima generazione della media di casa Opel, nasceva su una struttura a scocca portante interamente in lamiera di acciaio e interamente sottoposta a trattamento antiruggine. La piattaforma era condivisa con la prima generazione della Manta, in pratica una versione coupé della stessa Ascona. La meccanica del telaio comprendeva un avantreno a ruote indipendenti con trapezi e molle elicoidali, mentre il retrotreno era ad assale rigido con bracci longitudinali oscillanti, Barra Panhard e molle elicoidali. Sia anteriormente che posteriormente vennero poi montati ammortizzatori idraulici telescopici. L'impianto frenante era servoassistito e a doppio circuito, con dischi all'avantreno e tamburi al retrotreno, mentre lo sterzo era a cremagliera.
Al suo debutto, l'Ascona A fu prevista in una sola motorizzazione, vale a dire un'unità da 1584 cm³, prevista però in due livelli di potenza, ossia 68 e 80  CV, motori che andarono ad equipaggiare rispettivamente le versioni 1.6 e 1.6 S. Scelta obbligata anche per il cambio, di tipo manuale e a 4 marce, sebbene sulla 1.6 S fosse possibile comunque optare per un cambio automatico a 3 rapporti.

## Evoluzione

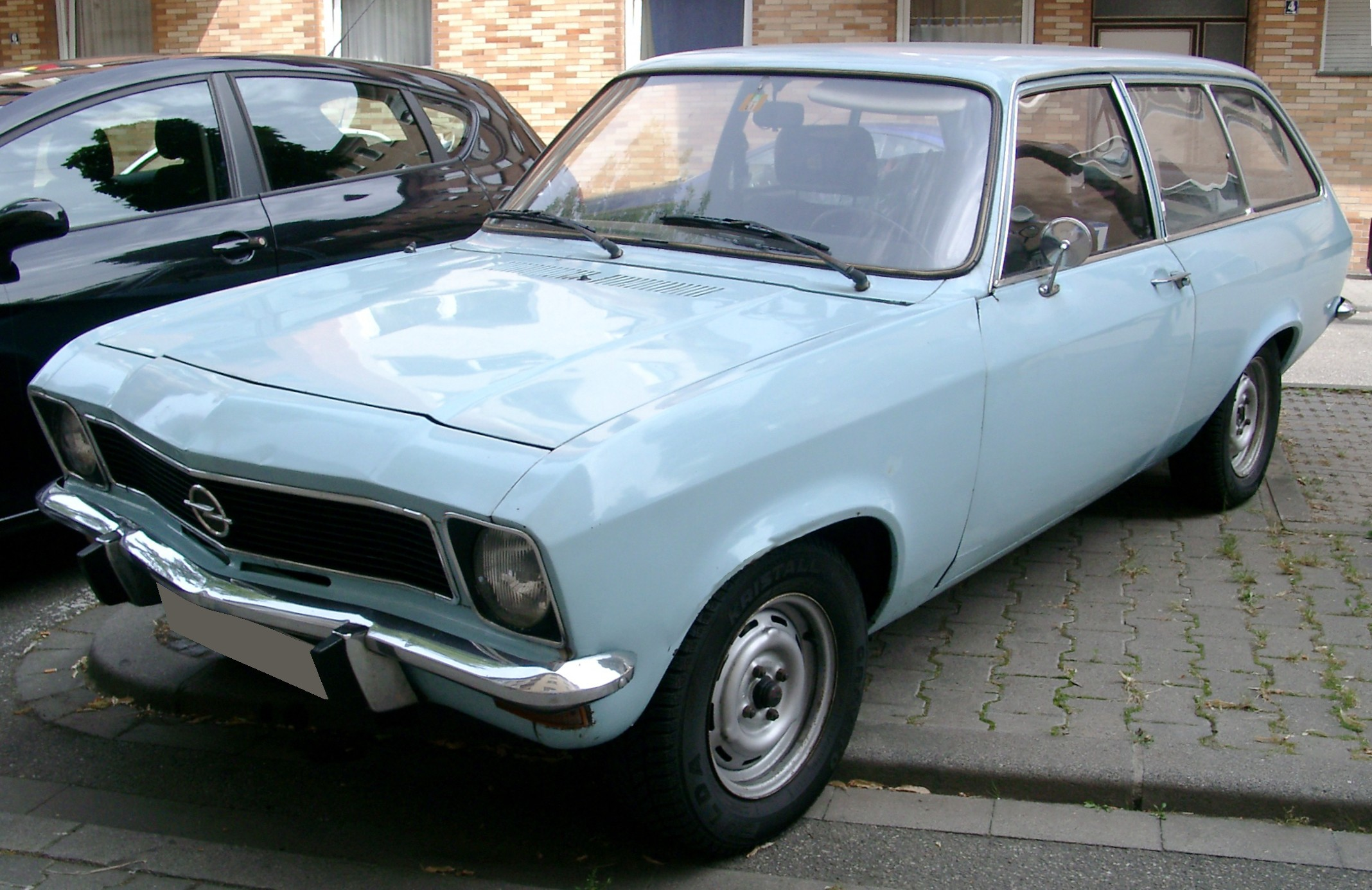
Ascona Caravan

L'Ascona A arrivò nei concessionari il 20 novembre 1970, disponibile nelle tre varianti di carrozzeria già citate. Gli allestimenti previsti erano due, e cioè base ed L (le sigle S ed N erano riferite al tipo di motore utilizzato), ma dal mese di marzo del 1971 venne reso disponibile anche un allestimento più sportiveggiante, denominato SR e previsto in abbinamento ad entrambe le motorizzazioni già esistenti. Sempre nel mese di marzo debuttò una nuova motorizzazione ossia il 1.9 a carburatore con potenza massima di 90 CV, che andò a equipaggiare la top di gamma dell'Ascona A, denominata Ascona 1.9 S. Questo motore, fra l'altro, fu disponibile anche per la versione Kombi-Voyage. Un anno dopo, nel marzo 1972, venne introdotta una nuova motorizzazione di base, ossia un 1.2 a valvole in testa con potenza massima di 60 CV. Tale motorizzazione fu però prevista solo per la carrozzeria berlina, ma non per la giardinetta. Quest'ultima variante di carrozzeria, allestita in maniera ricca e completa, non venne però capita granché da una clientela ancora tradizionalista. I tempi si rivelarono quindi tutt'altro che maturi per questo genere di vetture, ragion per cui a partire dal marzo 1974 la Kombi Voyage venne pensionata anzitempo in favore della Ascona Caravan, che differiva dal modello uscente unicamente per gli allestimenti più spartani e per il ridotto prezzo di listino. Nel frattempo, vi fu tutta una serie di allestimenti speciali che vennero via via approntati, tra cui le serie Plus, Hit e Swinger. C'era anche la cassetta di trasformazione ufficiale, a cura di Virgilio Conrero, proposta nell'autunno 1972, con la quale la berlina 1.9 diveniva capace di 198 chilometri orari di velocità massima. Ultimo aggiornamento fu quello occorso nel gennaio del 1975, quando tutte le motorizzazioni ad eccezione del 1.2 di base subirono un decremento di potenza: il 1.6 meno potente scese da 68 a 60 CV (quindi come il 1.2), l'altro 1.6 scese a 75 CV e il 1.9 di punta scese solo leggermente, da 90 ad 88 CV. La gamma così configurata si avviò quindi alla fine della sua carriera commerciale, giunta nel mese di luglio del 1975 per far posto alla seconda generazione dell'Ascona.

## LeAscona Aper il mercato USA
La vettura fu pensata fin da subito per tentare di far breccia anche nel mercato statunitense ed infatti, già da settembre, in concomitanza con l'avvio della produzione prevista per l'Europa, venne avviata anche la produzione prevista per gli USA. Fu lo stabilimento GM di Anversa ad occuparsi di ciò: le Ascona A previste per gli USA furono equipaggiate con un motore da 1,9 litri derivato da quello che già equipaggiava la Opel GT (e che avrebbe equipaggiato anche le Ascona europee di lì a poco), ma con potenza massima di 78 CV, e non furono previste con carrozzeria berlina a 4 porte. La stessa denominazione commerciale rinunciò al nome di Ascona per mutare semplicemente in 1900 Sedan 2-door e 1900 Wagon 3-door. La commercializzazione avvenne attraverso la rete di vendita della Buick. La presentazione avvenne l'11 dicembre 1970 e la stampa diede giudizi lusinghieri alla vettura. Ma i clienti rimasero entusiasti in particolare per la versione giardinetta, anch'essa con allestimento simile a quello della Kombi Voyage, decisamente meno per la berlina a 2 porte. Per questo motivo, nel febbraio 1971 venne introdotta anche la berlina a 4 porte, che però faticò anch'essa a convincere la clientela. Perciò dal gennaio 1973 la berlina a 4 porte non venne più importata negli USA, mentre nel luglio dello stesso anno la stessa sorte toccò alla berlina a 2 porte. Quanto alla versione giardinetta, essa continuò ad essere commercializzata negli USA, ma con la denominazione di Manta Sportwagon. Si trattò di un taglio temporaneo, visto che già nel gennaio 1974, con l'introduzione di nuovi motori 1.9 ad iniezione da 84 e 102 CV (previsti solo per gli USA), venne reintrodotta nel listino USA la berlina a 2 porte (ma non più quella a 4 porte). La giardinetta, dal canto suo, mutò ancora una volta denominazione in Sportwagon semplicemente e proseguì la sua carriera commerciale negli USA a fianco della berlina a 2 porte fino al marzo del 1975, quando, per smaltire le scorte giacenti, gli esemplari invenduti vennero rivisitati dando luogo ad allestimenti speciali per solleticare maggiormente l'interesse della potenziale clientela. Le ultime Ascona statunitensi furono commercializzate come Opel Special: nel mese di luglio del 1975 le esportazioni cessarono. In totale furono 82.301 gli esemplari prodotti per il mercato USA.

## Riepilogo caratteristiche
Di seguito vengono riepilogate le caratteristiche delle varie versioni costituenti la gamma dell'Ascona A per il mercato europeo. Al totale degli esemplari prodotti risultante dalla somma dei dati in tabella vanno aggiunti anche gli 82 301 esemplari della produzione per il mercato USA per ottenere il totale complessivo della produzione dell'Ascona A:
| Opel Ascona A (1970-75)                                                                       |             |        |            |                              |                |                |                    |              |                     |                    |                    |                    |
| Modello                                                                                       | Carrozzeria | Motore | Cilindrata | Alimentazione                | Potenza CV/rpm | Coppia Nm/rpm  | Massa a vuoto (kg) | Velocità max | Acceler. 0–100 km/h | Consumo (l/100 km) | Anni di produzione | Esemplari prodotti |
| Ascona 1.2 S                                                                                  | Berlina 2p  | 12S    | 1196       | Carburatore Solex 35 PDSI    | 60/5400        | 90/ 2600-3400  | 860                | 137          | 19"                 | 10                 | 03/1972-07/1975    | 180 700            |
| Ascona 1.2 S                                                                                  | Berlina 4p  | 12S    | 1196       | Carburatore Solex 35 PDSI    | 60/5400        | 90/ 2600-3400  | 880                | 137          | 19"                 | 10                 | 03/1972-07/1975    | 180 700            |
| Ascona 1.6 N                                                                                  | Berlina 2p  | 16N    | 1584       | Carburatore Solex 35 PDSI    | 68/5500        | 110/ 3200-3400 | 910                | 145          | 18"                 | 12                 | 11/1970-12/1974    | 206 766            |
| Ascona 1.6 N                                                                                  | Berlina 2p  | 16N    | 1584       | Carburatore Solex 35 PDSI    | 60/5500        | 105/ 3000-3400 | 920                | 140          | 19"                 | 12                 | 01/1975-07/1975    | 206 766            |
| Ascona 1.6 N                                                                                  | Berlina 4p  | 16N    | 1584       | Carburatore Solex 35 PDSI    | 68/5500        | 110/ 3200-3400 | 930                | 145          | 18"                 | 12                 | 11/1970-12/1974    | 206 766            |
| Ascona 1.6 N                                                                                  | Berlina 4p  | 16N    | 1584       | Carburatore Solex 35 PDSI    | 60/5500        | 105/ 3000-3400 | 945                | 140          | 19"                 | 12                 | 01/1975-07/1975    | 206 766            |
| Ascona 1.6 N                                                                                  | Giardinetta | 16N    | 1584       | Carburatore Solex 35 PDSI    | 68/5500        | 110/ 3200-3400 | 1 025              | 140          | 21"                 | 12                 | 11/1970-12/19741   | 206 766            |
| Ascona 1.6 N                                                                                  | Giardinetta | 16N    | 1584       | Carburatore Solex 35 PDSI    | 60/5500        | 105/ 3000-3400 | 1 025              | 138          | 23"                 | 12                 | 01/1975-07/1975    | 206 766            |
| Ascona 1.6 S                                                                                  | Berlina 2p  | 16S    | 1584       | Carburatore Solex 32 DIDTA-4 | 80/5200        | 120/3400       | 940                | 155          | 14"5                | 12                 | 11/1970-12/1974    | 146 041            |
| Ascona 1.6 S                                                                                  | Berlina 2p  | 16S    | 1584       | Carburatore Solex 32 DIDTA-4 | 75/5000        | 117/ 3000-3400 | 945                | 153          | 15"                 | 12                 | 01/1975-07/1975    | 146 041            |
| Ascona 1.6 S                                                                                  | Berlina 4p  | 16S    | 1584       | Carburatore Solex 32 DIDTA-4 | 80/5200        | 120/3400       | 960                | 155          | 14"5                | 12                 | 11/1970-12/1974    | 146 041            |
| Ascona 1.6 S                                                                                  | Berlina 4p  | 16S    | 1584       | Carburatore Solex 32 DIDTA-4 | 75/5000        | 117/ 3000-3400 | 965                | 153          | 15"                 | 12                 | 01/1975-07/1975    | 146 041            |
| Ascona 1.6 S                                                                                  | Giardinetta | 16S    | 1584       | Carburatore Solex 32 DIDTA-4 | 80/5200        | 120/3400       | 1 025              | 150          | 18"                 | 12                 | 11/1970-12/19741   | 146 041            |
| Ascona 1.6 S                                                                                  | Giardinetta | 16S    | 1584       | Carburatore Solex 32 DIDTA-4 | 75/5000        | 117/ 3000-3400 | 1 025              | 148          | 19"5                | 12                 | 01/1975-07/1975    | 146 041            |
| Ascona 1.9 S                                                                                  | Berlina 2p  | 19S    | 1897       | Carburatore Solex 32 DIDTA-4 | 90/5100        | 149/ 2500-3100 | 950                | 160          | 13"                 | 13                 | 03/1971-12/1974    | 75 630             |
| Ascona 1.9 S                                                                                  | Berlina 2p  | 19S    | 1897       | Carburatore Solex 32 DIDTA-4 | 88/4800        | 150/ 2600-3800 | 955                | 160          | 13"                 | 13                 | 01/1975-07/1975    | 75 630             |
| Ascona 1.9 S                                                                                  | Berlina 4p  | 19S    | 1897       | Carburatore Solex 32 DIDTA-4 | 90/5100        | 149/ 2500-3100 | 970                | 160          | 13"                 | 13                 | 03/1971-12/1974    | 75 630             |
| Ascona 1.9 S                                                                                  | Berlina 4p  | 19S    | 1897       | Carburatore Solex 32 DIDTA-4 | 88/4800        | 150/ 2600-3800 | 975                | 160          | 13"                 | 13                 | 01/1975-07/1975    | 75 630             |
| Ascona 1.9 S                                                                                  | Giardinetta | 19S    | 1897       | Carburatore Solex 32 DIDTA-4 | 90/5100        | 149/ 2500-3100 | 1 025              | 150          | 18"                 | 14,5               | 03/1971-12/19741   | 75 630             |
| Ascona 1.9 S                                                                                  | Giardinetta | 19S    | 1897       | Carburatore Solex 32 DIDTA-4 | 88/4800        | 150/ 2600-3800 | 1 025              | 148          | 19"5                | 14,5               | 01/1975-07/1975    | 75 630             |
| Note: 1Commercializzata fino al febbraio 1974 come Kombi Voyage e dal marzo 1974 come Caravan |             |        |            |                              |                |                |                    |              |                     |                    |                    |                    |

## Attività sportiva

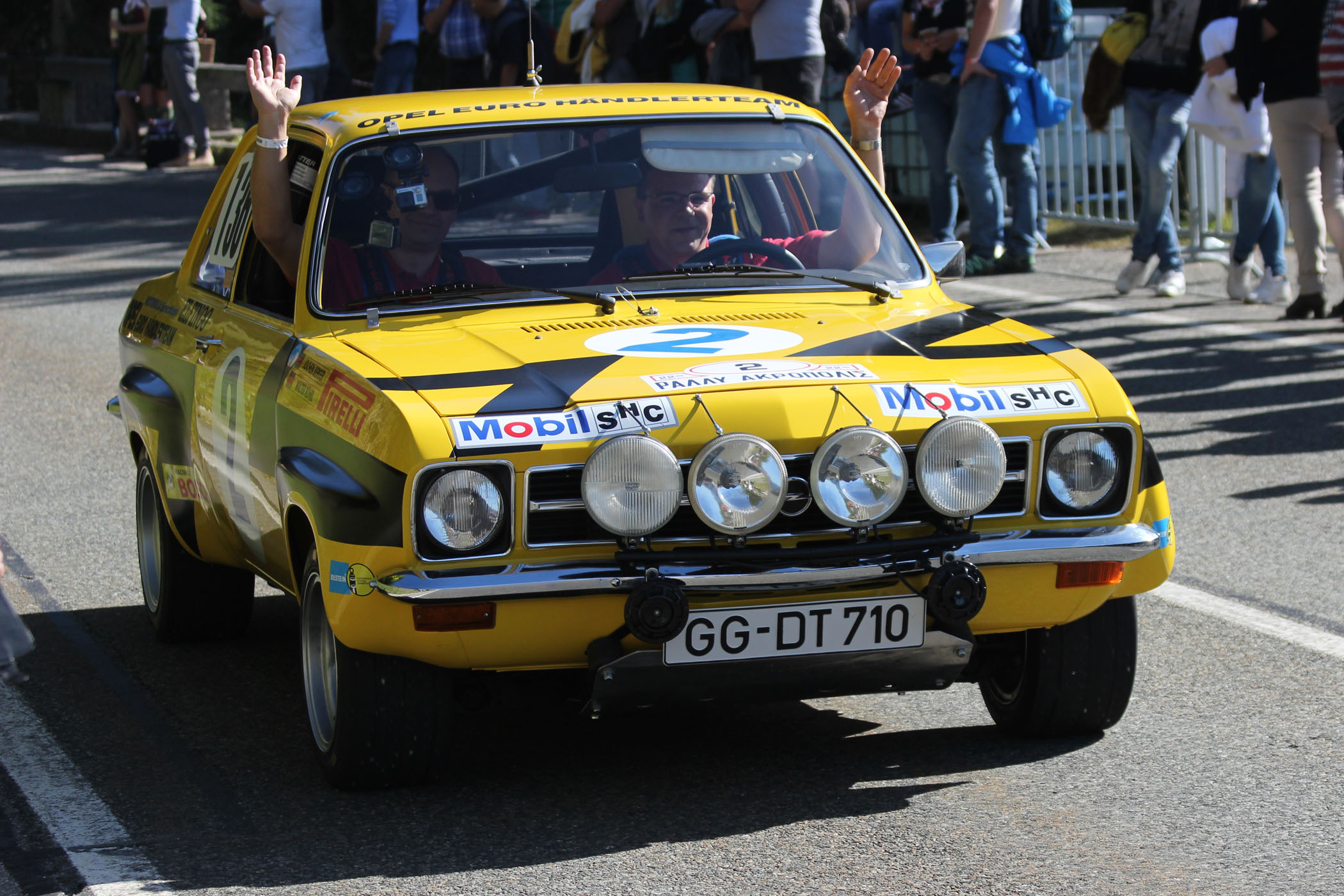
LAscona A di Walter Röhrl

Concepita anche in funzione di un futuro impiego in campo agonistico, l'Ascona A seppe effettivamente raccogliere successi di spessore soprattutto in campo rallystico. Inizialmente omologata in gruppo 1, la vettura venne successivamente inclua anche in gruppo 2. Gli esordi avvennero nel 1971 in competizioni minori, dove tuttavia l'Ascona A si mise comunque in luce racimolando alcuni successi in campo nazionale, ed in particolare in Svezia e nei Paesi Bassi. Ma l'apice della carriera sportiva dell'Ascona A fu raggiunto nel 1974 grazie ad un pilota del calibro di Walter Röhrl, che all'inizio del decennio successivo avrebbe coronato la sua carriera con due titoli mondiali. Ingaggiato dal preparatore Opel Günther Irmscher già da fine 1972, l'anno seguente ottenne vittorie al Rally della Cecoslovacchia, a quello del Danubio (in Romania) e al rally Monaco-Vienna-Budapest, tutte vittorie ottenute al volante di un'Ascona A 1.9 SR con Jochen Berger come co-pilota. L'equipaggio Röhrl-Berger partecipò anche all'edizione 1974 del Campionato Europeo, sempre con una vettura analoga, omologata in gruppo 2 e dove il motore venne portato a 2 litri di cilindrata e a 206 CV di potenza massima. Stavolta Röhrl riuscì ad agguantare il titolo assoluto vincendo in Spagna, Paesi Bassi, Germania, Cecoslovacchia, Romania e Svizzera. Nel 1975 fu anche il finlandese Ari Vatanen a tentare il colpaccio all'Europeo, ma stavolta non riuscì nell'impresa. Nel mese di maggio dello stesso anno, ancora Röhrl vinse al Rally dell'Acropoli, ma si trattò dell'ultima uscita ufficiale dell'"Ascona A", che terminò così la sua carriera sportiva.